# Baarderadeel
Baarderadeel (Fries: Baarderadiel) is een voormalige grietenij en later gemeente in het midden van de Nederlandse provincie Friesland. De gemeente heeft bestaan tot 1984 en telde op 1 januari 1983 5008 inwoners en had een oppervlakte van 72,85 km².
Na de gemeentelijke herindeling op 1 januari 1984 is Baarderadeel samen met de gemeente Hennaarderadeel opgegaan in de nieuwe gemeente Littenseradeel. In de plannen die Gedeputeerde Staten in 1979 hadden opgesteld als voorstel voor de gemeentelijke herindeling die in 1984 werd geëffectueerd werd de naam De Greidslachte voorgesteld.

## Plaatsen
De gemeente Baarderadeel bevatte in 1983 vijftien dorpen. De hoofdplaats was Mantgum. De Nederlandse namen waren nog de officiële. De plaatsnaamborden in de gemeente waren grotendeels eentalig Fries.
Aantal inwoners per woonkern op 1 januari 1983:
| Nederlandse naam | Friese naam   | Inwoners |
| ---------------- | ------------- | -------- |
| Winsum           | Winsum        | 968      |
| Mantgum          | Mantgum       | 701      |
| Weidum           | Weidum        | 578      |
| Bozum            | Boazum        | 433      |
| Oosterlittens    | Easterlittens | 410      |
| Jorwerd          | Jorwert       | 371      |
| Oosterwierum     | Easterwierrum | 342      |
| Hijlaard         | Hilaard       | 299      |
| Wieuwerd         | Wiuwert       | 170      |
| Baard            | Baerd         | 169      |
| Beers            | Bears         | 152      |
| Jellum           | Jellum        | 148      |
| Huins            | Húns          | 120      |
| Britswerd        | Britswert     | 101      |
| Lions            | Leons         | 46       |

Bron: Provincie Friesland
Een aantal buurtschappen in de gemeente waren: De Hem, Hoptille, Kleiterp, Schillaard, Schrins, Tjeintgum, Wammerd, Weakens en Wiel.

## Aangrenzende gemeenten
| Aangrenzende gemeenten | Aangrenzende gemeenten | Aangrenzende gemeenten | Aangrenzende gemeenten | Aangrenzende gemeenten |
| ---------------------- | ---------------------- | ---------------------- | ---------------------- | ---------------------- |
|                        |                        | Menaldumadeel          |                        | Leeuwarden             |
|                        |                        |                        |                        |                        |
| Hennaarderadeel        | Rauwerderhem           |                        |                        |                        |
|                        |                        |                        |                        |                        |
|                        |                        | Wymbritseradeel        |                        |                        |